# كريس بروشو
كريس بروشو (بالإنجليزية: Chris Brochu)‏ مواليد 25 يونيو 1989 في واشنطن، الولايات المتحدة، هو ممثل أمريكي بدأ مسيرته الفنية عام 2007.

## الأعمال
- أنفابيولس
- هانا مونتانا
- إن سي آي إس: لوس أنجلوس
- يوميات مصاص دماء

## وصلات خارجية
- كريس بروشو على موقع IMDb (الإنجليزية)
- كريس بروشو على موقع ألو سيني (الفرنسية)
- كريس بروشو على موقع ميوزك برينز (الإنجليزية)
- كريس بروشو على موقع أول موفي (الإنجليزية)
- كريس بروشو على موقع قاعدة بيانات الأفلام السويدية (السويدية)
- كريس بروشو على موقع ديسكوغز (الإنجليزية)
- كريس بروشو على موقع قاعدة بيانات الفيلم (الإنجليزية)
- كريس بروشو على موقع كينوبويسك (الروسية)